# La pachanga (película de 1981)
La pachanga es una película de comedia mexicana de 1981 dirigida por José Estrada y protagonizada por Julissa y Claudia Islas.

## Sinopsis
Un fin de semana en la Ciudad de México. Los habitantes de un viejo edificio de apartamentos celebran dos ceremonias distintas: una fiesta de quince años y un velatorio. Los vecinos se mezclan entre los dos pachangas mientras que el amor, el sexo, la comedia y la tragedia se combinan en un cóctel divertido y explosivo.

## Reparto
- Julissa - Adela.
- Claudia Islas - Carmen.
- Alejandro Ciangherotti es Vicente.
- Gregorio Casal - Alejo.
- Sergio Jiménez - Don Moshe.
- Elsa Cárdenas - Laura.
- Óscar Bonfiglio - Chacho.
- José Chávez es Don Sebas.
- Lolita Cortés - Celestina.
- Noé Murayama - Rey.
- Gerardo del Castillo - Don Regino.
- Mario del Mar - Don Nacho.
- Anaís de Melo - Concha.
- Patricia Rivera - Elodia.
- Carmelita González - Doña Eugenia.
- Roberto Huicochea - Moisés.
- Pedro Weber "Chatanuga" - El Vecino.
- Martha Meneses - Toñita.
- Francisco Ledezma
- José Antonio Marros - Don Joselo.
- Jorge Patiño - Don Ramón.
- Ana María de Panamá - Cruz.
- Mario Zebadúa - Don Chucho.
- Ligia Escalante - La hermana de Concha.
- Jorge Fegán - Portero.
- Alberto Gavira - Funerario.
- Ricardo Contreras
- Francisco Ledezma
- Arturo Martín del Campo
- Agustín Silva
- Braulio Zertuche